# Aquesaque

Cidades da Suméria, incluindo a cidade-estado Aquesaque.

Aquesaque ou Aquexaque (em sumério: 𒌔𒆠; romaniz.: akšak) foi uma antiga cidade da Mesopotâmia localizada na fronteira norte da Acádia, identificada por algumas autoridades com a cidade babilônica de Upi (Ópis). Por volta de 2 500 a.C., Aquesaque foi conquistada por Eanatum (r. 2500–2400 a.C.) de Lagas. Aproximadamente um século depois, estabeleceu temporariamente sua hegemonia sobre a Suméria e a Acádia. O local onde Aquesaque se encontrava é incerto, embora as cartas de Mari (dos arquivos reais em Mari, no rio Eufrates; c. 1 770 a.C.) indiquem que ficava próximo de Esnuna, no vale do rio Diala.